# Aladdin and His Lamp
Aladdin and His Lamp ist ein US-amerikanischer Spielfilm aus dem Jahr 1952, der sich an Motiven der Geschichte von Aladin und die Wunderlampe (ANE 346) aus Tausendundeiner Nacht orientiert. Hauptdarsteller waren Johnny Sands als Aladdin und Patrica Medina in der Rolle der Prinzessin Jasmin.

## Handlung
Der Straßendieb Aladin schlägt sich durch den Alltag in Bagdad durch. In der Stadt regiert ein alter Kalif, dessen Tage der Herrschaft sich langsam dem Ende neigen. Das Volk ist nicht unglücklich darüber, da es die Thronbesteigung der schönen und vom Volk geliebten Prinzessin Jasmin erwartet. Unter den Brautwerbern um die Hand der Prinzessin ist auch der Prinz Bokra, der sich nach Bagdad aufmacht.
Eines Tages beobachtet Hassan, ein Freund von Aladdin, wie die Prinzessin ihren Schleier lüftet. Später erzählt er seinen Freunden und Aladin davon, der so eingenommen von Hassans Schilderung der Prinzessin ist, dass er in den Kalifenpalast einbricht, um selbst einen Blick auf die Prinzessin zu erhaschen. Er trifft die Prinzessin, nachdem sie gerade ein Bad genommen hat. Aladdin ist hingerissen von der schönen Frau und küsst sie gegen ihren Willen. Als die Wachen herbeieilen, kann Aladdin nur dank dem plötzlichen Auftreten des Zauberers Mahmud aus dem Palast fliehen.
Um sich zu revanchieren, willigt Aladdin in das Vorhaben des Zauberers ein, eine rätselhafte Lampe aus einer Höhle zu stehlen. Es gelingt ihm, doch lässt Mahmud ihn nicht heraus, ehe er ihm die Lampe übergibt. Zu seiner eigenen Sicherheit weigert sich Aladdin, und Mahmud versiegelt den Eingang. Zurück in der Höhle reibt Aladdin frustriert die Lampe und entfesselt einen darin eingeschlossenen Geist. Der Geist erklärt, dass jeder Wunsch, den er erfüllt, ihm die Möglichkeit gibt, in Verkleidung zu erscheinen, um den Besitzer der Lampe zu töten und seine Freiheit aus dem Lampengefängnis zu gewinnen. Unbeeindruckt wünscht sich Aladdin die Höhle zu verlassen und ein Prinz zu sein, der in einem Palast lebt. Der Lampengeist erfüllt ihm den Wunsch. Da Aladdin nun standesgemäß erscheint, will er seine neue Stellung nuten, um beim Kalifen um die Hand von Prinzessin Jasmin zu ersuchen. Kurz darauf entkommt Aladdin einem ersten Attentatsversuch des Lampengeistes.
Als Prinz erhält Aladdin Zutritt zu Jasmin, die ihn sofort wiedererkennt und seine Avancen ablehnt, genauso wie die von Prinz Bokra. Aladdin ist enttäuscht und hört seinem Freund Mirza zu, der ihm rät sich für andere Frauen zu interessieren. Daraufhin wünscht sich Aladdin die schönste Frau, woraufhin 'Blume der Leidenschaft' in seinem Palast erscheint. Sie erklärt Aladdin zu gehorchen und küsst ihn, gerade als Prinzessin Jasmin erscheint. Aladdin erklärt ihr seine Liebe und will ihr das Geheimnis der Lampe offenbaren, doch der Zauberer Mahmud stiehlt sie ihm und macht seine Wünsche rückgängig. Jasmin jedoch fasst nun mehr Vertrauen zu Aladdin und obwohl sie schwört, dass ihre Liebe ausreicht, weist Aladdin darauf hin, dass er ein Prinz bleiben muss, wenn sie heiraten wollen. Daraufhin macht er sich auf die Suche nach der Lampe.
Im Palast putscht Prinz Bokra gegen Jasmins Vater, den Kalifen, und übernimmt die Macht in Bagdad. Aladdin gelingt es Jasmin zu befreien und mit ihr den Schergen Bokras zu entkommen, wobei Aladdin einem erneuten Attentat des plötzlich auftauchenden Lampengeistes entkommt. Kurz darauf fallen sie jedoch dem Sklavenhändler Gobbi in die Hände. Jasmin sieht die Möglichkeit an die Wundrlampe zu gelangen, indem sie in den Palast zurückkehrt und Aladdin später durch einen geheimen Gang hereinlässt. Dazu muss sie versuchen, an den Harem von Prinz Bokra verkauft zu werden.
Jasmins Plan geht am nächsten Tag auf, als sie spärlich bekleidet auf dem Sklavenmarkt einen Bauchtanz aufführt und daraufhin als Sklavin an Prinz Bokra verkauft wird. Da dieser selbst nicht anwesend war, weiß er zunächst nicht, dass es sich bei der neuen Sklavin um Prinzessin Jasmin handelt. Aladdin seinerseits gelingt mit Hilfe eines Freundes die Flucht. Im Palast muss Jasmin erfahren, dass Bokra ihren Vater ermordet hat. Da sie sich weigert ihm zu gehorchen, wirft er sie in eine Foltergrube, aus der Aladdin sie rechtzeitig befreien kann. Es kommt zu einer finalen Auseinandersetzung mit Bokra, der sich die Wunderlampe schnappt, jedoch kurz nach Aussprechen seines Wunsches von dem Lampengeist getötet wird. Der Lampengeist ist nun frei und Aladdin und Jasmin besteigen zusammen den Thron von Bagdad.

## Produktion
Die Dreharbeiten begannen am 1. August 1951.

## Kritiken
„Eskapistische Unterhaltung, die vor allem Familien und Juweliere ansprechen wird, ist in dieser frei adaptierten Version von Aladin und seiner Wunderlampe enthalten. [...]  Patricia Medina als schöne Prinzessin sieht gut aus und spielt die Rolle, und das Interesse (am Film) gilt vor allem ihr.“ - Variety, 1952.

„Die Kulissen stammen direkt aus dem Märchen - prächtige Paläste, bunte Basare und ein interessanter Sklavenmarkt. Die Jüngsten werden den Film lieben, und auch die Älteren, die im Herzen jung genug sind, um ein Märchen zu genießen, werden ihren Spaß haben.“ - The Rocky Mountain Times, 15. Februar 1952

## Kontroversen

### Rassismusvorwurf und kulturunsensible Darstellung
Der US-amerikanische Autor und Rassismusforscher Jack Shaheen listete den Film in seiner kritischen Film-Enzyklopädie Reel Bad Arabs - How Hollywood vilifies a people auf und attestiert dem Film die Verwendung stereotyper, mitunter rassistischer Darstellungen von Arabern. In einer Szene wird der Gebetsruf gerufen, wobei die im Bild gezeigten Haremssklavinnen sich sogleich zum muslimischen Gebet niederwerfen, ohne dabei jedwede rituelle Abläufe und Vorschriften des Gebets einzuhalten. Auch der Gebetsruf selbst folgt nicht dem rituellen Wortlaut.

### Sexistische Werbekampagne
Im Rahmen der Werbekampagne für den Film wurde massiv geworben mit dem Versprechen des Anblicks schöner Frauen als Haremssklavinnen unter dem Slogan „The Worlds Most Gorgeous Harem Beauties“ („Die umwerfendsten Haremsschönheiten der Welt“) bzw. „See the Worlds Most Gorgeous Harem Beauties!“ („Seht die umwerfendsten Haremsschönheiten der Welt!“). Einige Zeitungsanzeigen bestanden lediglich aus den Bildern einzelner Darstellerinnen des Films; leicht bekleidet mit Haremssklavinnen-Kostümen. Die Anzeigen waren überschrieben mit „One of the Worlds Most Gorgeous Harem Beauties...“ („Eine der umwerfendsten Haremsschönheiten der Welt...“), im unteren Teil folgte der Name der Schauspielerin und ihr Rollenname. Gezeigt wurden unter anderem Mona Knox als Sita, Sue Casey als Banou, Carol Varga als Amina und Peggy Deegan als Zulma. Keine der Darstellerinnen hatte im Film eine Sprechrolle, sondern war beschränkt auf eine Statistenrolle. In der Zeitung The Rocky Mountain News wurde vom 9. bis 15. Februar 1952 eine aufsteigende Werbekampagne geschaltet. Nachdem zunächst vier Tage hintereinander jeweils eine der einzelnen Haremsdamen-Anzeigen geschaltet wurde, folgten am 13. und 14. Februar die Filmplakate und am 15. Februar ein Rezension des Films.

## Anlehnungen an Originalerzählung
Neben dem grundlegenden Erzählmotiv finden sich nahezu keine Adaptionen und Variationen der literarischen Vorlage im Film.
- In der Originalerzählung beobachtet Aladin die Prinzessin, als sie das Badehaus betritt, im Film tut er dies im Palast, als sie gerade dem Bad entsteigt.

## Wissenswertes
Der Film verwendet als eine der ersten künstlerischen Adaptionen der Aladin-Erzählung für die Prinzessin nicht ihren originalen Namen Badr al-Budur, sondern den Namen Jasmin, welcher später insbesondere durch den 1992 erschienenen Disney-Zeichentrickfilm immer mehr zum heute bekannten Namen für die Prinzessin wird.
In einer Szene mit seinem Freund Mirza schlägt dieser Aladdin vor, sich noch für andere Frauen zu interessieren, etwa Bardura (vermutlich Badr al-Budur), Zubaida (bint Dschafar) und Mardschana. Alle Frauen sind bekannte Figuren aus den Geschichten aus Tausendundeiner Nacht.